# Ioan Eftimiu
Ioan N. Eftimiu (n. 16 ianuarie 1894 – d. 10 iunie 1976, București, România) a fost un general român de cavalerie care a luptat în cel de-al Doilea Război Mondial.
A fost înaintat la gradul de general de brigadă la 23 martie 1944.
Generalul de brigadă Ion Eftimiu a fost numit pe 12 septembrie 1944 în funcția de secretar general al Secretariatului de Stat al Armatei de Uscat, în locul generalului Petre Cameniță. Apoi, pe 1 octombrie 1944, a fost transferat în funcția de secretar general al Ministerului de Război, în locul generalului de divizie Dumitru Carlaonț. A fost înaintat la gradul de general de divizie la 16 aprilie 1947, cu vechimea de la 23 august 1946.
Generalul de divizie Ioan Eftimiu a fost trecut în cadrul disponibil la 9 august 1946, în baza legii nr. 433 din 1946, și apoi, din oficiu, în poziția de rezervă la 9 august 1947.

## Decorații
- Ordinul „Steaua României” în gradul de ofițer (8 iunie 1940)[7]
- Ordinul „Coroana României” în gradul de Comandor (9 mai 1941)[8]
- Ordinul „23 August” clasa a III-a (10 august 1964) „pentru merite deosebite în opera de construire a socialismului, cu prilejul celei de a XX-a aniversări a eliberării patriei”[9]

## Legături externe
- en  Generals.dk